# Prvi korejski mučenici
Prvi korejski mučenici, poznati i kao blaženi Pavao Ji-chung i drugovi, skupina su 124 katolička svećenika, redovnika i laika (»svjedoka vjere«), progonjenih i pogubljenih na području Korejskog poluotoka za vrijeme vladavine dinastije Joseon, između 1791. i 1888. (za vrijeme »Velikog progona kršćana«). Blaženima ih je na svečanom euharistijskom slavlju kod vrata Gwanghwamun u Seoulu 16. kolovoza 2014. proglasio papa Franjo, pred gotovo dva milijuna okupljenih vjernika.
U ožujku 2021. pronađeni su posmrtni ostatci Pavla un Ji-chunga, Jakova Kwon Sang-yeona i brata Franje Yun Ji-heona u blizini Jeonjua, južno od Seula, tijekom radova na svetištu.
Ne treba ih miješati s Korejskim mučenicima, žrtvama kasnijih progona.